# Bosznia-Hercegovina címere

Bosznia-Hercegovina címere

Bosznia-Hercegovina címere a zászló színein és jelképén alapul.

## Leírása
A sárga háromszög minden egyes oldala az országban élő három fő népet jelképezi. A csillagok a régebbi címeren található liliomokat helyettesítik, mivel az sokak szerint csak a bosnyákok jelképe volt. A csillagok, illetve a kék és a sárga szín az Európai Unió jelképére is utal, ezáltal arra, hogy az ország a szervezet tagja kíván lenni. A címert 1998 óta használják. 